# アフリカニス

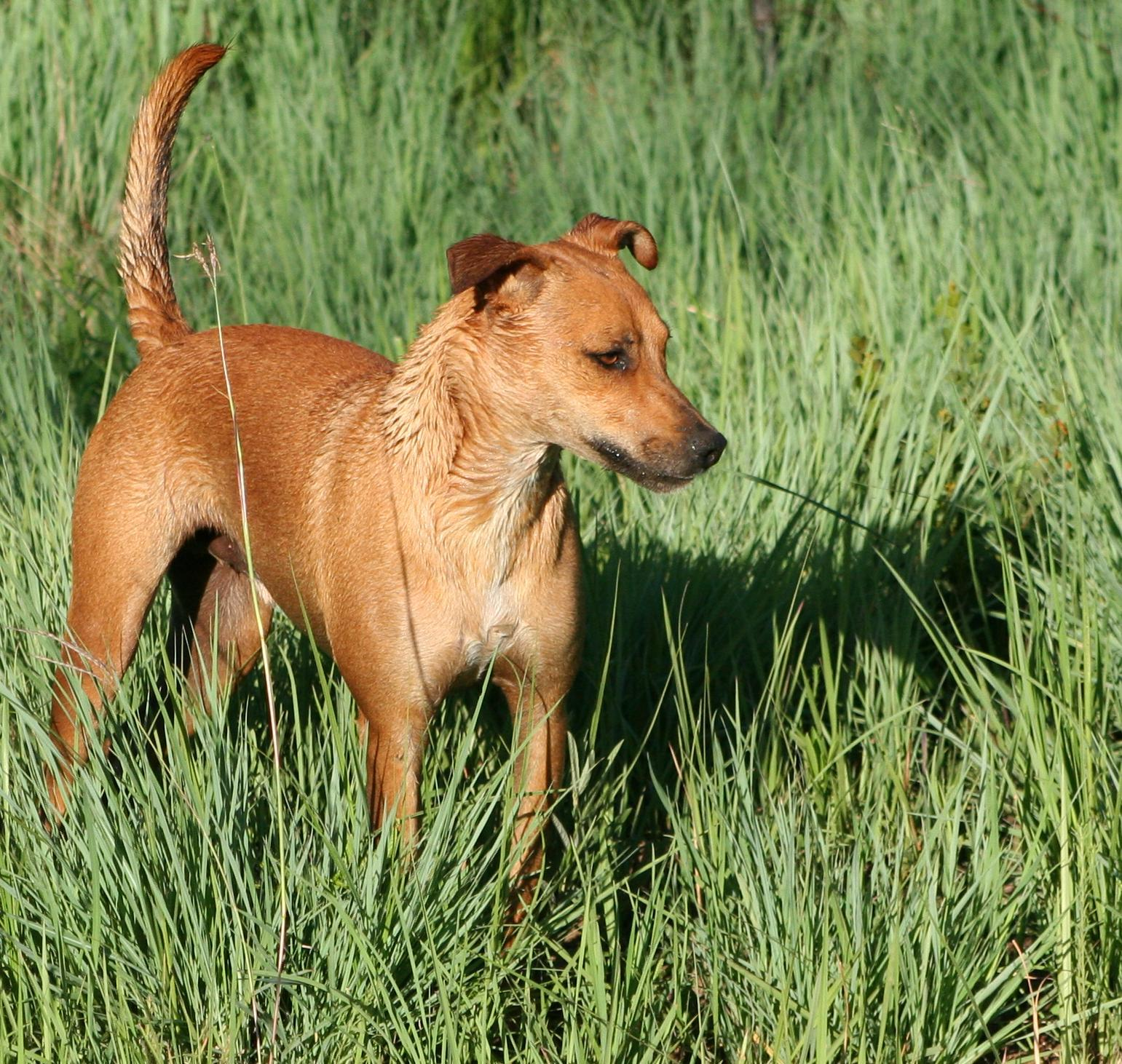

アフリカニス（英：Africanis）とは、南アフリカ原産の原始的な犬種である。インド原産のパリア犬に似た犬種であるか、パリア犬との遺伝的関係は薄い。犬種名はアフリカン・カニス（African Canis ＝アフリカの犬）を縮めたものである。

## 歴史
アフリカニスにはとても古い歴史があるが、その起源は不明である。何千年もの歴史を経てしっかりと固定されていった犬種である。
アフリカニスは多くのアフリカ原産の犬種の先祖にもなり、時間をかけてゆっくりと改良され、品種化された。アフリカニスは半野良の生活を行っていたが、牧羊・牧牛、猟犬、番犬、ペットとしても多才に働いていた。
ところが、南アフリカにヨーロッパから移民が入ってくると、野犬として迫害される憂き目に遭った時代もあった。ちなみに、そのせいでアフリカニスと間違えられ、アフリカニスから進化したホッテントット・ドッグの純血犬の最期の末裔が射殺されてしまうという事件もおきた。
現在アフリカニスは大切に保護されていて、原産地では犬種クラブも発足した。そのおかげでこの犬種の知名度も少しずつ上昇していて、スペインやアメリカ合衆国にも輸出されるまでになった。

## 特徴
原始的な姿ですらりとしているが、筋肉質で引き締まった体つきをしている。短毛で、毛色の制限は無い。耳も形の制限が無く、尾はゆるい巻き尾や剣尾で、飾り毛がある。また、尾の付け根の外側に黒いマーキングがある。体高は50～60cmで、性格は温厚で忠実だが、やや警戒心が強い。身体能力が高く、病気や寄生虫に対する免疫力が高く、かかりやすい遺伝病は特にない。原産国では生きるための知恵を豊富に持っていると言われている。
ごく稀にリッジバック（背中の毛並みが逆向きに生えた）の個体も存在していて、ホッテントット・ドッグ及びその子孫であるローデシアン・リッジバックの先祖である事がうかがい知れる。

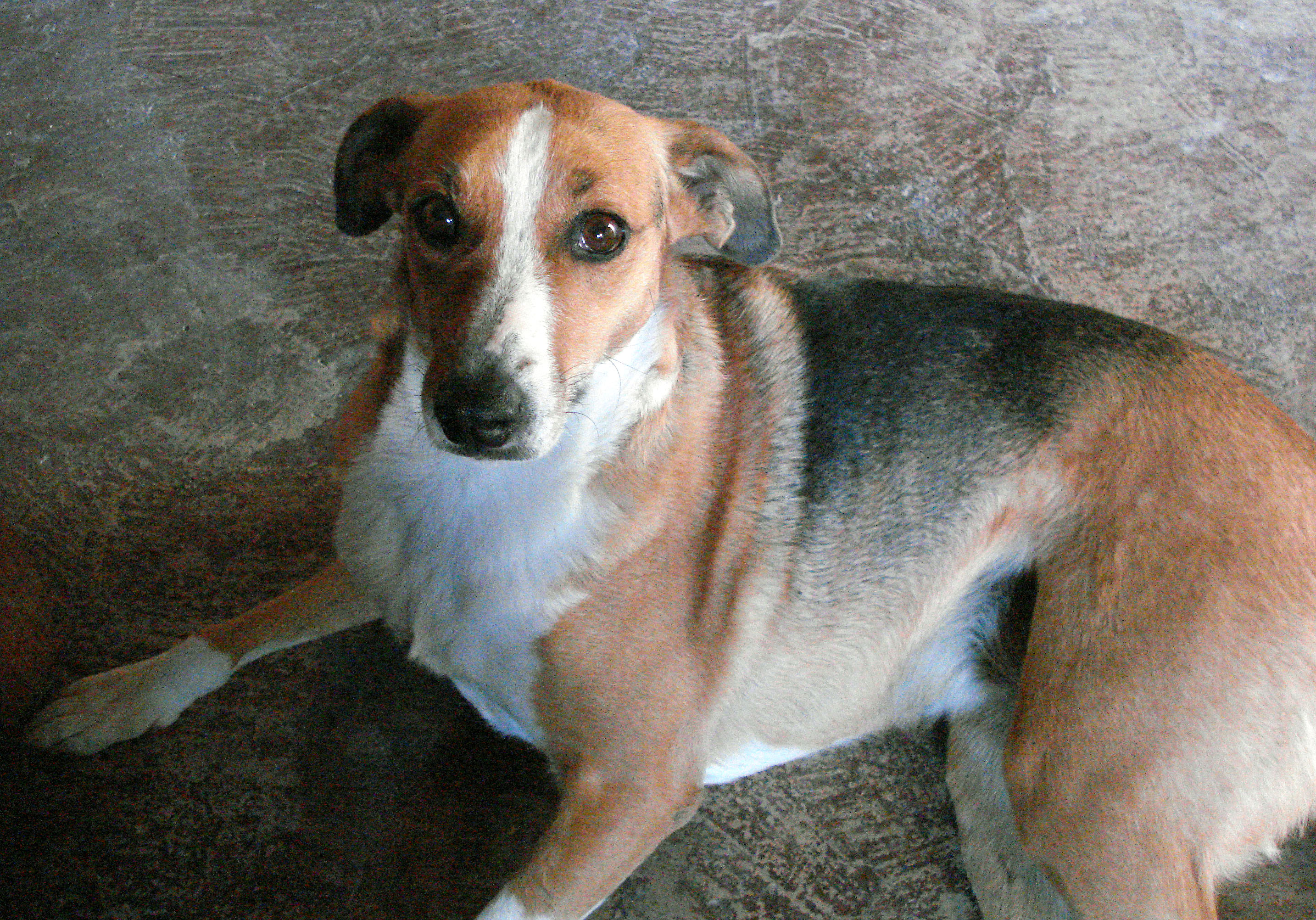

## 参考
『デズモンド・モリスの犬種事典』（誠文堂新光社）デズモンド・モリス著書、福山英也、大木卓訳 誠文堂新光社、2007年